# Cálculo de reatores
A disciplina da engenharia química chamada cálculo de reatores dedica-se desde as primeiras considerações ao se projetar um reator químico (equipamento, recipiente onde se dão as reações químicas em escala industrial), passando pelas variáveis econômicas do processo, a capacidade de produção do reator e sua eficiência com vistas a resultar em um produto de composição desejada e no rendimento esperado e viável.
Esta disciplina depende das ciências e técnicas da síntese química, tanto inorgânica quanto orgânica, da cinética química quanto da termodinâmica e da físico-química, além da engenharia, no projeto dos equipamentos e suas variáveis.
O desenvolvimento desta área do conhecimento progressivamente tem utilizado programas de computador para a resolução de seus complexos problemas.